# Aranykabátos bülbül
Az aranykabátos bülbül (Acritillas indica) a verébalakúak (Passeriformes) rendjébe, ezen belül a bülbülfélék (Pycnonotidae) családjába tartozó Acritillas nem egyetlen faja.

## Rendszerezése
A fajt Thomas C. Jerdon brit ornitológus írta le 1839-ben, a Trichophorus nembe Trichophorus Indicus néven. Az Acritillas nemet Harry Oberholser írta le 1905-ben.

## Alfajai
- Acritillas indica guglielmi (Ripley, 1946) – délnyugat-Srí Lanka
- Acritillas indica icterica (Strickland, 1844) - délnyugat-India, Srí Lanka (kivéve a sziget délnyugati része)
- Acritillas indica indica (Jerdon, 1839) – India (Nyugati-Ghátok, Keleti-Ghátok)

## Előfordulása
India és Srí Lanka területén honos. Természetes élőhelyei a szubtrópusi vagy trópusi síkvidéki és hegyi esőerdők, folyók és patakok környéke, valamint vidéki kertek és ültetvények. Állandó, nem vonuló faj.

## Megjelenése
Testhossza 20 centiméter, testtömege 27–34 gramm.
|  |

## Életmódja
Főleg gyümölcsökkel és magvakkal táplálkozik, de gerincteleneket is fogyaszt.

## Szaporodása
Januártól áprilisig költ. A tojó 2-3 tojást rak le.

## Természetvédelmi helyzete
Az elterjedési területe rendkívül elég nagy, egyedszáma pedig stabil. A Természetvédelmi Világszövetség Vörös listáján nem fenyegetett fajként szerepel.